# 李明達
晉陽公主（633年—644年，貞觀七年-貞觀十八年），字明达，乳名兕子，中國唐朝唐太宗李世民嫡女，母即文德長孫皇后。李明達封晉陽公主，極受唐太宗寵愛，是唯一可考证的由皇帝亲自抚养的公主。
貞觀十年六月長孫皇后去世之時，晉陽公主因年幼還不明白是怎麼回事，等她長到五歲時，懂得了生死之事，才開始對於母親的早逝非常哀傷，每每在母親居住過的宮殿痛哭。唐太宗政務繁忙，雖然親自照料，卻也不可能總陪在小公主身邊。這時的晉陽公主，和哥哥晉王李治相依為命，情感極深。李治每次出門，她都要一直送到虔化門，然後才依依不捨的哭泣道別。後來李治年長，尽管因为太宗的溺爱，一直不曾出宫居住，但此时也要开始上朝参政了。以为穿上朝服的哥哥就如以往穿朝服的皇太子哥哥和魏王哥哥一样，將长时间离开自己，不能与自己和父皇同住在立政殿了，晉陽公主非常傷心，哭著對父親說：「哥哥现在也要和大臣们一样站班，不能再留在我们身边了吗？」唐太宗聽了，也忍不住流淚。
晉陽公主擅長書法，她臨摹唐太宗的飛白書，誰都分辨不出來哪個是她寫的。她聰明善良，性格和長孫皇后相似，唐太宗發怒的時候，她在旁邊察言觀色，緩和氣氛，為大臣們慢慢辯解。三省中的大臣有不少人都受過她的幫助，對於她都是交口稱讚。
晉陽公主十二歲的時候就去世了。唐太宗非常傷心，有三十多天吃不下飯，每日哀傷数十次，因此身体急速消瘦。大臣們前來勸他，太宗回答說：「朕哪裡不知道這樣悲爱無濟於事呢。我只是忍不住啊，我也不知道為什麼會這樣。」北宋時庄绰也说唐太宗儿女牵爱，不能自拔。
晉陽公主去世后，唐太宗詔令內府以其封地收入為資，在公主墓旁营建佛祠，以此为公主的往生祈祷。据史书记载，初唐公主封邑上的实封只能在出嫁时才能得到，但从此处可知晋阳公主一早就有了实封。白居易云“近代或有未笄年而赐汤沐者，亦如公主之号，以宠重之”，说的就是晋阳公主这样的公主。